# Stigmatopteris heterocarpa
Stigmatopteris heterocarpa är en träjonväxtart som först beskrevs av Fée, och fick sitt nu gällande namn av Eduard Rosenstock. Stigmatopteris heterocarpa ingår i släktet Stigmatopteris och familjen Dryopteridaceae. Inga underarter finns listade.